# Bătălia de la Cornul lui Sas
Bătălia de la Cornul lui Sas a fost o bătălie dintre Principatul Moldovei (sprijinit de trupele otomane și tătare), și Uniunea statală polono-lituaniană, care a avut loc la 19 iulie 1612 în Moldova, la Cornul lui Sas (în prezent zona comunei Popricani, Iași), pe malurile Prutului. 
În urma luptei comandantul polon, Potocki cade prizonier și este întemnițat, iar Constantin Movilă, la fel luat prizonier, se îneacă în timp ce trece Nistrul, fiind însoțit de tătari. Ridicând în ranguri boieri noi, pe Mîrza (cel-vornic), Costache Roșca (vel-vistiernic), Ștefan Vodă se răzbună asupra boierilor filopoloni. 